# Circeaster marcelli
Circeaster marcelli är en sjöstjärneart som beskrevs av Jean Baptiste François René Koehler 1909. Circeaster marcelli ingår i släktet Circeaster och familjen ledsjöstjärnor. Inga underarter finns listade i Catalogue of Life.